# Nati il 27 novembre
| Questa pagina contiene informazioni ricavate automaticamente dalle voci biografiche con l'ausilio del template Bio e di un bot. L'aggiornamento è periodico e automatico e ricostruisce completamente la pagina. Se manca una persona in questa lista, sei pregato di non aggiungerla, ma accertati piuttosto che la sua voce biografica contenga il template Bio e che i dati anagrafici siano correttamente compilati. Se il template Bio manca, inseriscilo tu stesso o, in alternativa, metti l'avviso {{tmp\|Bio}} che ne segnala la mancanza. Se i dati riportati sono sbagliati, correggi direttamente la voce biografica; le modifiche saranno visibili in questa lista entro pochi giorni. Per chiarimenti vedi il progetto biografie. La lista contiene solo le 1.045 persone che sono citate nell'enciclopedia e per le quali è stato implementato correttamente il template Bio. Pagina aggiornata al 17 ago 2025. |

## XIV secolo(1)
- 1380 - Ferdinando I d'Aragona, re († 1416)

## XV secolo(2)
- 1422 - Gastone IV di Foix, conte († 1472)
- 1492 - Donato Giannotti, scrittore e politico italiano († 1573)

## XVI secolo(4)
- 1519 - Giovanni Battista Susio, medico e umanista italiano († 1583)
- 1569 - Ottavio Vernizzi, compositore e organista italiano († 1649)
- 1576 - Shimazu Tadatsune, militare giapponese († 1638)
- 1598 - Alessandro Algardi, scultore italiano († 1654)

## XVII secolo(16)
- 1602 - Chiara Margarita Cozzolani, cantante, compositrice e monaca cristiana italiana († 1678)
- 1630 - Sigismondo Francesco d'Austria, vescovo cattolico austriaco († 1665)
- 1635 - Madame de Maintenon, nobile francese († 1719)
- 1640 - Barbara Palmer, nobile britannica († 1709)
- 1646 - Edward Howard, II conte di Carlisle, nobile e politico inglese († 1692)
- 1648 - Petrus Codde, arcivescovo cattolico e teologo olandese († 1710)
- 1656 - Bruno Tozzi, religioso, botanico e micologo italiano († 1743)
- 1658 - Ercole Ludovico Turinetti di Priero, nobile italiano († 1726)
- 1668 - Henri François d'Aguesseau, giurista e politico francese († 1751)
- 1669 - Karol Stanisław Radziwiłł, nobile e politico polacco († 1719)
- 1669 - Giovanni Battista d'Embser, militare austriaco († 1733)
- 1676 - Federico Antonio Ulrico di Waldeck e Pyrmont, conte († 1728)
- 1679 - Thomas Onslow, II barone Onslow, politico inglese († 1740)
- 1682 - Giuseppe Monti, botanico italiano († 1760)
- 1684 - Saverio Del Giudice, storico italiano († 1764)
- 1684 - Tokugawa Yoshimune, militare giapponese († 1751)

## XVIII secolo(42)
- 1701 - Anders Celsius, fisico e astronomo svedese († 1744)
- 1709 - Eustachio Zanotti, astronomo e ingegnere italiano († 1782)
- 1710 - Robert Lowth, vescovo anglicano e scrittore inglese († 1787)
- 1715 - Johann Gottlob Leidenfrost, medico, teologo e fisico tedesco († 1794)
- 1716 - Sophie Volland, letterata francese († 1784)
- 1717 - Francesco Antonio Marcucci, patriarca cattolico italiano († 1798)
- 1729 - Jean-Baptiste Deshays, pittore francese († 1765)
- 1731 - Gaetano Pugnani, violinista e compositore italiano († 1798)
- 1734 - Giovanni Eulero, matematico e astronomo russo († 1800)
- 1737 - Carlo Giuseppe Ratti, pittore e storiografo italiano († 1795)
- 1738 - Raphaël de Casabianca, generale e politico francese († 1825)
- 1741 - Jean-Pierre Duport, violoncellista e compositore francese († 1818)
- 1746 - Constantin Brun, mercante e diplomatico tedesco († 1835)
- 1746 - Robert R. Livingston, avvocato, politico e diplomatico statunitense († 1813)
- 1748 - Michele Granata, religioso e patriota italiano († 1799)
- 1754 - Georg Forster, naturalista, etnologo e giornalista tedesco († 1794)
- 1754 - John Parke Custis, statunitense († 1781)
- 1755 - Agostino Albergotti, vescovo cattolico italiano († 1825)
- 1755 - Gregorio Ceruelo la Fuente, vescovo cattolico spagnolo († 1836)
- 1757 - Mary Robinson, poetessa inglese († 1800)
- 1759 - Franz Krommer, violinista e compositore ceco († 1831)
- 1759 - Giambattista Rusca, generale italiano († 1814)
- 1761 - Julien Marie Cosmao-Kerjulien, ammiraglio francese († 1825)
- 1762 - Alessandro Lante Montefeltro della Rovere, cardinale italiano († 1818)
- 1765 - Bernard Sarrette, musicologo e militare francese († 1858)
- 1765 - Giovanna Antida Thouret, religiosa francese († 1826)
- 1768 - Cesare Nembrini Pironi Gonzaga, cardinale e vescovo cattolico italiano († 1837)
- 1769 - Erasmo Luigi Surlet de Chokier, politico belga († 1839)
- 1772 - Guillaume-Charles Rousseau, generale francese († 1834)
- 1779 - Aimé de Clermont-Tonnerre, generale, politico e nobile francese († 1865)
- 1783 - Anna Pepoli Sampieri, scrittrice e letterata italiana († 1844)
- 1784 - Augusto di Hohenlohe-Öhringen, principe e generale tedesco († 1853)
- 1786 - Jean-Hilaire Belloc, pittore francese († 1866)
- 1787 - Ramón Freire, generale e politico cileno († 1851)
- 1787 - Franz Xaver Gruber, compositore austriaco († 1863)
- 1788 - Juan Facundo Quiroga, militare e politico argentino († 1835)
- 1790 - Alexandre Ferdinand Parseval-Deschênes, militare e politico francese († 1860)
- 1791 - Carlo Evasio Soliva, compositore e musicista svizzero († 1853)
- 1791 - Lorenzo de Cardenas, politico italiano († 1863)
- 1794 - Diederich Franz Leonhard von Schlechtendal, botanico e micologo tedesco († 1866)
- 1795 - Giovanni Baldasseroni, funzionario e politico italiano († 1876)
- 1798 - Andries Pretorius, generale e politico boero († 1853)

## XIX secolo(148)
- 1804 - Julius Benedict, compositore tedesco († 1885)
- 1804 - Clorinda Corradi, contralto italiano († 1877)
- 1806 - Jean-François Allard, arcivescovo cattolico francese († 1889)
- 1807 - William Bayle Bernard, drammaturgo e critico teatrale inglese († 1875)
- 1807 - Conrad Petrasch, militare e ingegnere austriaco († 1863)
- 1809 - Fanny Kemble, attrice teatrale e scrittrice inglese († 1893)
- 1811 - Emmanuele Rocco, filologo italiano († 1892)
- 1812 - Roundell Palmer, I conte di Selborne, politico inglese († 1895)
- 1813 - Michele Puccini, compositore italiano († 1864)
- 1820 - Thomas Baines, artista e esploratore britannico († 1875)
- 1823 - Diego Pignatelli, nobile e politico italiano († 1880)
- 1823 - Saturnina Rodríguez de Zavalía, religiosa argentina († 1896)
- 1823 - Grigorij Soroka, pittore russo († 1864)
- 1828 - Cletto Arrighi, scrittore, giornalista e politico italiano († 1906)
- 1829 - Henri Louis Frédéric de Saussure, mineralogista e entomologo svizzero († 1905)
- 1830 - Gaetano Lodi, pittore italiano († 1886)
- 1831 - Apollonio Apolloni, patriota e medico italiano († 1904)
- 1831 - Gustav Radde, esploratore e naturalista tedesco († 1903)
- 1832 - Romeo Turola, patriota e militare italiano († 1876)
- 1833 - Maria Adelaide di Cambridge, nobile britannico († 1897)
- 1834 - Angelo Pietrasanta, pittore italiano († 1876)
- 1836 - Wilhelm Ebstein, medico tedesco († 1912)
- 1841 - Paul Christoph Hennings, botanico e micologo tedesco († 1908)
- 1842 - Nikolaj Konstantinovič Michajlovskij, critico letterario e sociologo russo († 1904)
- 1843 - Elizabeth Stride, svedese († 1888)
- 1843 - Cornelius Vanderbilt II, imprenditore statunitense († 1899)
- 1844 - Vital Maria Gonçalves de Oliveira, vescovo cattolico brasiliano († 1878)
- 1847 - Andreas Arzruní, mineralogista e geologo armeno († 1898)
- 1848 - Maximilian von Prittwitz, generale tedesco († 1917)
- 1848 - Henry Augustus Rowland, fisico statunitense († 1901)
- 1849 - Horace Lamb, matematico e fisico inglese († 1934)
- 1849 - Pietro Panzeri, medico e chirurgo italiano († 1901)
- 1850 - Secondo Frola, politico italiano († 1929)
- 1851 - Friedrich Bertram Sixt von Armin, generale tedesco († 1936)
- 1851 - Giovanni Battista Castagneto, pittore italiano († 1900)
- 1851 - Ferruccio Vivanti, imprenditore italiano († 1906)
- 1853 - Frank Dicksee, pittore e illustratore britannico († 1928)
- 1853 - Emanuele Greppi, nobile, avvocato e politico italiano († 1931)
- 1853 - Emilio Maraini, imprenditore e politico svizzero († 1916)
- 1853 - Bat Masterson, poliziotto, pistolero e giornalista statunitense († 1921)
- 1854 - Johan Ludvig Heiberg, filologo classico e grecista danese († 1928)
- 1855 - Mario Canavari, paleontologo e geologo italiano († 1928)
- 1857 - Camillo Antona Traversi, commediografo, drammaturgo e librettista italiano († 1934)
- 1857 - Charles Scott Sherrington, medico, neurofisiologo e patologo inglese († 1952)
- 1858 - Vincenzo Riccio, politico italiano († 1928)
- 1859 - Henry Cursham, calciatore inglese († 1941)
- 1860 - Albert Gockel, fisico tedesco († 1927)
- 1862 - Franz Xaver Kugler, chimico, matematico e assiriologo tedesco († 1929)
- 1863 - Olivier Collarini, schermidore italiano
- 1863 - Ol'ha Julianivna Kobyljans'ka, scrittrice ucraina († 1942)
- 1863 - Bill Leushner, tiratore a segno statunitense († 1935)
- 1863 - Nino Ronco, ingegnere e politico italiano († 1949)
- 1864 - Gustaf Boivie, tiratore a segno svedese († 1951)
- 1864 - Alfredo Zopfi, imprenditore svizzero († 1924)
- 1865 - Oreste Candi, liutaio italiano († 1938)
- 1865 - Walter Frederick Gale, astronomo australiano († 1945)
- 1865 - Janez Evangelist Krek, politico, presbitero e teologo jugoslavo († 1917)
- 1865 - José Asunción Silva, poeta colombiano († 1896)
- 1867 - Charles Koechlin, compositore francese († 1950)
- 1870 - Juho Kusti Paasikivi, diplomatico e politico finlandese († 1956)
- 1870 - Carlo Alberto Quilico, politico italiano († 1958)
- 1871 - Giovanni Giorgi, ingegnere elettrotecnico e fisico italiano († 1950)
- 1872 - Joseph-Édouard Barès, generale e aviatore francese († 1954)
- 1872 - Peter Raabe, compositore e direttore d'orchestra tedesco († 1945)
- 1872 - Louis Tribondeau, medico francese († 1918)
- 1873 - Agostino Borio, matematico italiano († 1962)
- 1873 - Francesco Ferranti, pittore italiano († 1951)
- 1874 - Johannes Baumann, politico, avvocato e giudice svizzero († 1953)
- 1874 - Charles Austin Beard, storico, scrittore e sociologo statunitense († 1948)
- 1874 - Alfred Chalk, calciatore inglese († 1954)
- 1874 - František Erben, ginnasta boemo († 1942)
- 1874 - Eugene Walter, commediografo statunitense († 1941)
- 1874 - Chaim Weizmann, politico e chimico russo († 1952)
- 1875 - Elsie Clews Parsons, antropologa, etnologa e sociologa statunitense († 1941)
- 1875 - Julius Lenhart, ginnasta e multiplista austriaco († 1962)
- 1875 - Franz Xaver Schwarz, politico e funzionario tedesco († 1947)
- 1876 - Viktor Kaplan, ingegnere e inventore austriaco († 1934)
- 1876 - Alberto Pariani, generale e politico italiano († 1955)
- 1876 - Duilio Scandali, poeta italiano († 1945)
- 1876 - Joseph Wear, tennista statunitense († 1941)
- 1877 - Giuseppe Ferrario, ingegnere, cartografo e topografo italiano († 1932)
- 1877 - William F. Haddock, regista e attore statunitense († 1969)
- 1877 - Emidio Lopardi, politico italiano († 1960)
- 1877 - Leigh Richmond Roose, calciatore gallese († 1916)
- 1878 - André Caplet, compositore e direttore d'orchestra francese († 1925)
- 1878 - Charles Dvorak, astista statunitense († 1969)
- 1878 - Otto Kinkeldey, docente, musicista e musicologo statunitense († 1966)
- 1878 - William Orpen, pittore irlandese († 1931)
- 1879 - Angelo Brucculeri, gesuita, giornalista e sociologo italiano († 1969)
- 1879 - Serge Sandberg, produttore cinematografico francese († 1981)
- 1880 - Rosalind Ivan, attrice e sceneggiatrice inglese († 1959)
- 1880 - Gian Emilio Malerba, pittore italiano († 1926)
- 1881 - Ejler Allert, canottiere danese († 1959)
- 1881 - Jenő Erdélyi, schermidore ungherese († 1971)
- 1881 - Gregorio Maltzeff, pittore russo († 1953)
- 1881 - Francesco Orsini, giornalista e letterato italiano († 1924)
- 1882 - Elly Ney, pianista tedesca († 1968)
- 1882 - Nikolaj Nikolaevič Suchanov, rivoluzionario, economista e giornalista russo († 1940)
- 1883 - Belfort Duarte, calciatore, allenatore di calcio e dirigente sportivo brasiliano († 1918)
- 1883 - Pierina Belli, attivista italiana († 1977)
- 1883 - Georges Benoît, direttore della fotografia, attore e regista francese († 1942)
- 1884 - Luigi Sorrento, filologo, linguista e critico letterario italiano († 1953)
- 1884 - Vasile Voiculescu, poeta, scrittore e drammaturgo rumeno († 1963)
- 1885 - Liviu Rebreanu, scrittore e giornalista romeno († 1944)
- 1885 - Rudolph Réti, compositore e pianista statunitense († 1957)
- 1886 - David Armitage Bannerman, ornitologo britannico († 1979)
- 1886 - John Foster, regista e fumettista statunitense († 1959)
- 1886 - Tsuguharu Foujita, pittore giapponese († 1968)
- 1887 - Jean Ducret, calciatore francese († 1975)
- 1887 - Achille Roncato, medico, biochimico e scienziato italiano († 1963)
- 1887 - Saichirō Tomonari, ammiraglio giapponese († 1962)
- 1888 - Gustaf Holmström, calciatore finlandese († 1970)
- 1888 - Masaharu Honma, generale giapponese († 1946)
- 1888 - Thomas S. McMillan, politico statunitense († 1939)
- 1889 - Edward Cook, astista e lunghista statunitense († 1972)
- 1890 - Ruth Holden, botanica e infermiera statunitense († 1917)
- 1890 - Vsevolode Nicouline, disegnatore, illustratore e pittore russo († 1968)
- 1890 - Józef Olszyna-Wilczyński, generale polacco († 1939)
- 1890 - Paul Röhrbein, militare tedesco († 1934)
- 1890 - Nicholas Morello, mafioso italiano († 1916)
- 1891 - Giovanni Breviario, tenore italiano († 1982)
- 1891 - József Ging, allenatore di calcio e calciatore ungherese († 1983)
- 1891 - John Layard, antropologo e psicologo britannico († 1974)
- 1891 - Pedro Salinas, poeta spagnolo († 1951)
- 1892 - Oleg Konstantinovič Romanov, principe russo († 1914)
- 1893 - Carlos Alberto Arroyo del Río, politico ecuadoriano († 1969)
- 1893 - Federico Guella, militare italiano († 1915)
- 1893 - Ralph C. Smith, generale statunitense († 1998)
- 1893 - Rodney Soher, bobbista britannico († 1983)
- 1894 - Jurij Vladimirovič Gilšer, ufficiale russo († 1917)
- 1894 - Kōnosuke Matsushita, imprenditore giapponese († 1989)
- 1894 - Umberto Antonio Padovani, filosofo e storico della filosofia italiano († 1968)
- 1895 - Arthur Chandler, calciatore inglese († 1984)
- 1895 - Adolfo Franci, sceneggiatore e critico cinematografico italiano († 1954)
- 1896 - Giovanni Battista Angioletti, giornalista e scrittore italiano († 1961)
- 1896 - Bernardo Gusatti Bonsembiante, politico e presbitero italiano
- 1896 - Sigismondo di Prussia, nobile tedesco († 1978)
- 1897 - André Couder, astronomo e ottico francese († 1979)
- 1897 - Vito Genovese, mafioso italiano († 1969)
- 1897 - Andy Straden, calciatore statunitense († 1967)
- 1898 - Hans Boeckh-Behrens, generale tedesco († 1955)
- 1899 - Ugo Bartolomei, militare italiano († 1918)
- 1899 - Arturo Duque Villegas, arcivescovo cattolico colombiano († 1977)
- 1899 - John Norton, pallanuotista statunitense († 1987)
- 1899 - Clarence Oldfield, velocista sudafricano († 1981)
- 1900 - Pasquale Sacco, carabiniere italiano († 1943)
- 1900 - Erwin Schulz, militare e agente segreto tedesco († 1981)
- 1900 - Isabella d'Orléans, nobile francese († 1983)

## XX secolo(809)
- 1901 - Mario De Negri, velocista e ostacolista italiano († 1978)
- 1901 - Antonio Fessia, ingegnere meccanico italiano († 1968)
- 1901 - Suzanne Gauthier, araldista, artista e miniaturista francese († 1981)
- 1902 - George Camsell, calciatore inglese († 1966)
- 1902 - Franz Hofer, funzionario austriaco († 1975)
- 1902 - Carlo Vittorio Testi, pittore, scultore e grafico italiano († 2005)
- 1903 - Wim Anderiesen, calciatore olandese († 1944)
- 1903 - Hans Hinrich, attore, regista e doppiatore tedesco († 1974)
- 1903 - John McNally, giocatore di football americano e allenatore di football americano statunitense († 1985)
- 1903 - Julien Moineau, ciclista su strada francese († 1980)
- 1903 - Lars Onsager, chimico e fisico norvegese († 1976)
- 1903 - Francesco Sansone, scultore italiano († 1992)
- 1903 - Mona Washbourne, attrice britannica († 1988)
- 1904 - Ercole Bodini, calciatore e allenatore di calcio italiano († 1962)
- 1904 - Norberto Sopranzi, saggista, drammaturgo e scrittore italiano († 1985)
- 1904 - Eddie South, violinista statunitense († 1962)
- 1905 - Astrid Allwyn, attrice statunitense († 1978)
- 1905 - Giovanni Bolzoni, allenatore di calcio e calciatore italiano († 1980)
- 1905 - Victor Goglidze, scacchista georgiano († 1964)
- 1905 - Ryōkichi Sagane, fisico giapponese († 1969)
- 1905 - José Beltrão, cavallerizza portoghese († 1948)
- 1905 - Maria de la Concepción Barrecheguren y García, religiosa spagnola († 1927)
- 1906 - Hans von Aulock, banchiere e numismatico tedesco († 1980)
- 1906 - Pio Roberto Mazza, calciatore italiano († 1979)
- 1907 - Eric Brook, calciatore inglese († 1965)
- 1907 - Leonid Sedov, fisico e matematico sovietico († 1999)
- 1907 - Harivansh Rai Bachchan, poeta indiano († 2003)
- 1907 - L. Sprague de Camp, scrittore statunitense († 2000)
- 1908 - Juan Garizurieta, calciatore spagnolo († 2001)
- 1908 - Tameo Ide, calciatore giapponese († 1998)
- 1908 - Franco Sportelli, attore italiano († 1970)
- 1909 - James Agee, scrittore, sceneggiatore e critico cinematografico statunitense († 1955)
- 1909 - Paolino Beltrame Quattrocchi, presbitero e partigiano italiano († 2008)
- 1909 - Amedeo Rubeo, politico italiano († 1974)
- 1909 - Cesare Valinasso, calciatore italiano († 1990)
- 1910 - Louis Saillant, sindacalista e partigiano francese († 1974)
- 1911 - Piero Treves, storico, critico letterario e giornalista italiano († 1992)
- 1911 - Wang Nanzhen, cestista cinese († 1992)
- 1911 - Fe del Mundo, pediatra filippina († 2011)
- 1912 - Alessandro Ciferri, calciatore italiano († 1995)
- 1912 - Angelo Cocconcelli, presbitero e partigiano italiano († 1999)
- 1912 - Dina Cocea, attrice, critica teatrale e giornalista rumena († 2008)
- 1912 - Connie Sawyer, attrice statunitense († 2018)
- 1912 - Yuen Siu-tien, attore e artista marziale cinese († 1979)
- 1913 - Alfredo Bai, scultore italiano († 1980)
- 1913 - Marcel Claeys, ciclista su strada belga († 1972)
- 1913 - Umberto Colonna, pittore italiano († 1993)
- 1913 - Lewis A. Coser, sociologo statunitense († 2003)
- 1913 - Henri Eberhardt, canoista francese († 1976)
- 1913 - Carl Lorenz, pistard tedesco († 1993)
- 1913 - Piero Sardelli, tenore italiano († 1996)
- 1914 - Oscar Bonivento, compositore di scacchi italiano († 2012)
- 1914 - Gustav Knittel, militare tedesco († 1976)
- 1914 - Korbinian Viechter, militare tedesco († 2006)
- 1915 - Adonias Filho, giornalista, critico letterario e saggista brasiliano († 1990)
- 1915 - Giovanna Fontana, stilista e imprenditrice italiana († 2004)
- 1915 - Leonid Arkad'evič Kostandov, politico sovietico († 1984)
- 1915 - Donald Whitney, statistico statunitense († 2007)
- 1916 - Baldassarre Buffa, psichiatra e politico italiano († 1978)
- 1916 - Chick Hearn, telecronista sportivo statunitense († 2002)
- 1916 - Piero Malvezzi, scrittore, partigiano e attivista italiano († 1987)
- 1916 - Fernando Poe, attore, regista e produttore cinematografico filippino († 1951)
- 1916 - Ben Stephens, cestista statunitense († 1966)
- 1917 - Emilio Barberi, militare italiano († 2002)
- 1917 - Enos Fusetti, ufficiale italiano († 1941)
- 1917 - Mario Marchegiani, calciatore italiano
- 1917 - Bob Smith, attore statunitense († 1998)
- 1917 - Robert Youngson, regista e produttore cinematografico statunitense († 1974)
- 1918 - Stephen Elliott, attore statunitense († 2005)
- 1918 - Baldovino de Ligne, principe belga († 1985)
- 1918 - Borys Jevhenovyč Paton, ingegnere e fisico sovietico († 2020)
- 1919 - Eva Arndt-Riise, nuotatrice danese († 1993)
- 1919 - Charles Bent, compositore di scacchi inglese († 2004)
- 1919 - Gérard Muselli, militare e aviatore francese († 1970)
- 1919 - Árpád Tagányi, calciatore ungherese († 2010)
- 1919 - Ray Terzynski, cestista statunitense († 1983)
- 1920 - Károly Lakat, calciatore e allenatore di calcio ungherese († 1988)
- 1920 - Abe Lenstra, calciatore e allenatore di calcio olandese († 1985)
- 1920 - Carlo Rossi, paroliere e produttore discografico italiano († 1989)
- 1921 - Alexander Dubček, politico cecoslovacco († 1992)
- 1921 - Charles H. Gray, attore statunitense († 2008)
- 1921 - John Hannah, militare e aviatore scozzese († 1947)
- 1921 - Dennis Nineham, teologo britannico († 2016)
- 1921 - Vladimir Ladislas Tarasevitch, vescovo cattolico bielorusso († 1986)
- 1921 - Alberto Zolim Filho, calciatore brasiliano († 2001)
- 1922 - Hall Bartlett, regista, produttore cinematografico e sceneggiatore statunitense († 1993)
- 1922 - Wim van Heel, hockeista su prato olandese († 1972)
- 1922 - Nicholas Magallanes, danzatore statunitense († 1977)
- 1922 - Peppino Manente Comunale, politico italiano († 1983)
- 1922 - Attilio Miglio, calciatore italiano
- 1922 - Rao Pingru, fumettista cinese († 2020)
- 1922 - Leandro Rampa, politico italiano († 2008)
- 1923 - Ivan Choma, vescovo cattolico ucraino († 2006)
- 1923 - Juvenal, calciatore brasiliano († 2009)
- 1923 - František Matys, calciatore cecoslovacco († 1986)
- 1923 - Gaia Romanini, costumista italiana († 1990)
- 1923 - Aldo Salvetti, partigiano italiano († 1944)
- 1923 - Ziaeddin Shademan, cestista e politico iraniano († 2009)
- 1923 - Sallustio Stombelli, calciatore e allenatore di calcio italiano
- 1924 - Nina Cassian, poetessa, scrittrice e traduttrice romena († 2014)
- 1924 - Gerardo Santini, giurista e avvocato italiano († 1988)
- 1924 - Ugolino Ugolini, imprenditore e dirigente sportivo italiano († 2009)
- 1925 - Luciana Baccalin, giocatrice di curling italiana
- 1925 - Marino Bergamasco, calciatore e allenatore di calcio italiano († 2010)
- 1925 - Bertold Hummel, compositore tedesco († 2002)
- 1925 - Claude Lanzmann, regista, sceneggiatore e produttore cinematografico francese († 2018)
- 1925 - Aristid Lindenmayer, biologo ungherese († 1989)
- 1925 - Kurt Lundquist, velocista svedese († 2011)
- 1925 - Antonio Terzi, giornalista e scrittore italiano († 2001)
- 1925 - Marshall Thompson, attore statunitense († 1992)
- 1926 - Enzo Altobelli, violoncellista italiano († 1986)
- 1926 - Armando De Stefano, pittore italiano († 2021)
- 1926 - Giuseppe Fabiani, vescovo cattolico italiano († 2019)
- 1926 - Mario Ferrari, pallavolista, allenatore di calcio e calciatore italiano († 2018)
- 1926 - Vittorio Martinelli, storico del cinema e critico cinematografico italiano († 2008)
- 1926 - Joseph Tellechéa, calciatore francese († 2015)
- 1927 - Alfonso Barrantes, politico peruviano († 2000)
- 1927 - Sergio Bravo, calciatore messicano († 1997)
- 1927 - Carlos José Castilho, calciatore e allenatore di calcio brasiliano († 1987)
- 1927 - Alberto Cianchi, dirigente sportivo e politico italiano († 2009)
- 1927 - Antonio Del Donno, pittore e scultore italiano († 2020)
- 1927 - Augusto Ermentini, psichiatra, psicologo e criminologo italiano († 2014)
- 1927 - Ladi Geisler, chitarrista e bassista cecoslovacco († 2011)
- 1927 - Peter Lilienthal, regista, sceneggiatore e attore tedesco († 2023)
- 1927 - Max Palmer, wrestler, attore e religioso statunitense († 1984)
- 1927 - Theodor Puff, calciatore tedesco († 1999)
- 1927 - Geneviève Winding, montatrice francese († 2008)
- 1928 - Giordano Caselli, calciatore italiano († 2017)
- 1928 - Marc Freiberger, cestista statunitense († 2005)
- 1928 - Peter E. Hodgson, fisico britannico († 2008)
- 1928 - Stanley Hoffmann, politologo austriaco († 2015)
- 1928 - Maurizio Liverani, giornalista, regista e scrittore italiano († 2021)
- 1928 - Thích Quảng Độ, monaco buddhista vietnamita († 2020)
- 1929 - Eric Bell, calciatore inglese († 2012)
- 1929 - Roberto Costanzo, politico e saggista italiano
- 1929 - Giorgio Questa, organista italiano († 2010)
- 1930 - John Alcott, direttore della fotografia britannico († 1986)
- 1930 - Oswald Ducrot, linguista francese († 2024)
- 1930 - Reinhard Glemnitz, attore e doppiatore tedesco
- 1930 - Ingemar Gustavsson, sollevatore svedese
- 1930 - Jean Philippe, cantante francese († 2022)
- 1931 - Bruna Corrà, attrice italiana († 2015)
- 1931 - Bruno Favalli, ex calciatore italiano
- 1931 - Geoffrey Jones, regista britannico († 2005)
- 1931 - Enrico Manca, giornalista e politico italiano († 2011)
- 1931 - Jacob Ziv, ingegnere israeliano († 2023)
- 1932 - Benigno Aquino Jr., politico, attivista e giornalista filippino († 1983)
- 1932 - Pietro Bucci, chimico italiano († 1994)
- 1932 - Salvatore Fausto Fagone, politico italiano († 2014)
- 1932 - Marco Virgilio Ferrari, vescovo cattolico italiano († 2020)
- 1932 - Franca Gandolfi, attrice, soubrette e cantante italiana
- 1932 - Pino Lancetti, stilista italiano († 2007)
- 1932 - Anatolij Samocvetov, martellista sovietico († 2014)
- 1932 - Ken Schinkel, dirigente sportivo, allenatore di hockey su ghiaccio e hockeista su ghiaccio canadese († 2020)
- 1933 - William G. Dever, archeologo statunitense
- 1933 - Ansgar Elde, artista svedese († 2000)
- 1933 - Toeti Heraty, poetessa indonesiana († 2021)
- 1933 - Sergio Perosa, linguista, critico letterario e traduttore italiano
- 1934 - Antoine Abel, scrittore seychellese († 2004)
- 1934 - Ammo Baba, allenatore di calcio e calciatore iracheno († 2009)
- 1934 - Harry A. Hoffner, assiriologo statunitense († 2015)
- 1935 - Les Blank, regista statunitense († 2013)
- 1935 - Gordie Hall, ex pallanuotista statunitense
- 1935 - Al Jackson Jr., batterista e musicista statunitense († 1975)
- 1935 - Helmut Lachenmann, compositore tedesco
- 1935 - Verity Lambert, produttrice televisiva e produttrice cinematografica inglese († 2007)
- 1935 - Aldo Maccione, attore italiano
- 1935 - Mauro Maltinti, calciatore italiano († 2015)
- 1935 - Kalevi Pakarinen, pentatleta e schermidore finlandese († 1999)
- 1935 - Willie Pastrano, pugile statunitense († 1997)
- 1935 - Michel Portal, compositore, sassofonista e clarinettista francese
- 1935 - Jurij Titov, ex ginnasta e dirigente sportivo sovietico
- 1936 - Henri Belolo, compositore, musicista e produttore discografico francese († 2019)
- 1936 - Leslie Brown, calciatore inglese († 2021)
- 1936 - Robbie Buttigieg, calciatore maltese († 2004)
- 1936 - Giorgio Cancellieri, generale e magistrato italiano
- 1936 - Angelo Iacono, produttore cinematografico e regista italiano
- 1936 - Glynn Lunney, ingegnere statunitense († 2021)
- 1936 - Alberto Santoni, storico italiano († 2013)
- 1937 - Denis Brunazzi, ex calciatore italiano
- 1937 - Héctor Facundo, calciatore argentino († 2009)
- 1937 - Giovanni Piazza, musicista e insegnante italiano († 2022)
- 1937 - Carlo Santachiara, fumettista e scultore italiano († 2000)
- 1938 - Mario Monge, calciatore salvadoregno († 2009)
- 1938 - Elsa Quarta, cantante italiana († 2020)
- 1938 - Pasquale Squitieri, regista, sceneggiatore e politico italiano († 2017)
- 1938 - Ragnar Tveiten, ex biatleta norvegese
- 1939 - Tony Allen, calciatore inglese († 2022)
- 1939 - Laurent-Désiré Kabila, politico e rivoluzionario della Repubblica Democratica del Congo († 2001)
- 1939 - István Kozma, lottatore ungherese († 1970)
- 1939 - Ann Prentiss, attrice statunitense († 2010)
- 1939 - Héctor Salvá, allenatore di calcio e calciatore uruguaiano († 2015)
- 1939 - Sandra Valenti, velocista italiana († 2005)
- 1939 - Ruy Gonçalo do Valle Peixoto de Villas Boas, dirigente d'azienda e religioso portoghese
- 1940 - Adriano Buffoni, allenatore di calcio italiano
- 1940 - Marie Devereux, attrice e modella britannica († 2019)
- 1940 - Bruce Lee, artista marziale e attore hongkonghese († 1973)
- 1940 - Antonio Tarzia, presbitero, giornalista e saggista italiano
- 1941 - Alan Deakin, calciatore inglese († 2018)
- 1941 - Aimé Jacquet, ex calciatore e allenatore di calcio francese
- 1941 - Maurizio Leigheb, fotografo e scrittore italiano
- 1941 - Tom Morga, stuntman e attore statunitense
- 1941 - Daniel David Ntanda Nsereko, giudice ugandese
- 1941 - Eddie Rabbitt, cantautore e musicista statunitense († 1998)
- 1941 - Silvana Sconciafurno, ex schermitrice italiana
- 1942 - Manolo Blahnik, stilista spagnolo
- 1942 - David Bonderman, imprenditore statunitense († 2024)
- 1942 - Giovanni Carbonara, architetto italiano († 2023)
- 1942 - Henry Carr, velocista e giocatore di football americano statunitense († 2015)
- 1942 - Marilyn Hacker, poetessa e traduttrice statunitense
- 1942 - Jimi Hendrix, chitarrista e cantautore statunitense († 1970)
- 1942 - Henryk Hoser, arcivescovo cattolico, missionario e medico polacco († 2021)
- 1942 - Nic Jorge, cestista e allenatore di pallacanestro filippino († 2020)
- 1942 - Robert Nemkovich, vescovo vetero-cattolico statunitense
- 1942 - Marcello Signoretti, presbitero e missionario italiano
- 1942 - Mridula Sinha, scrittrice e politica indiana († 2020)
- 1942 - René Steichen, politico lussemburghese
- 1942 - Peter Thompson, calciatore inglese († 2018)
- 1942 - Néstor Togneri, calciatore argentino († 1999)
- 1942 - Juan Manuel Zamora, calciatore spagnolo († 2015)
- 1943 - Andrew Fluegelman, editore e programmatore statunitense († 1985)
- 1943 - Alberto Melucci, sociologo italiano († 2001)
- 1943 - Angelo Nardinocchi, basso-baritono e baritono italiano († 2025)
- 1943 - Enrique Sahagún, ex ciclista su strada spagnolo
- 1943 - Jil Sander, stilista tedesca
- 1943 - Gianni Statera, sociologo italiano († 1999)
- 1944 - Bruce Adler, attore statunitense († 2008)
- 1944 - Claudy Chapeland, attore francese († 2021)
- 1944 - Erich Hamann, ex calciatore tedesco orientale
- 1944 - Gregory Hoblit, regista, produttore televisivo e produttore cinematografico statunitense
- 1944 - Mickey Leland, politico e attivista statunitense († 1989)
- 1944 - Marianna Scalfaro, educatrice italiana
- 1944 - Celso Luiz Scarpini, cestista brasiliano († 2022)
- 1944 - Carlo Scognamiglio, economista e politico italiano
- 1944 - Gilles Bouhours, veggente francese († 1960)
- 1945 - Simonetta Agnello Hornby, avvocata e scrittrice italiana
- 1945 - Barbara Anderson, attrice statunitense
- 1945 - James Avery, attore statunitense († 2013)
- 1945 - Randy Brecker, trombettista e compositore statunitense
- 1945 - Giuseppe Fiorini Morosini, arcivescovo cattolico italiano
- 1945 - Manny Leaks, ex cestista statunitense
- 1945 - Giovanni Mauriello, musicista e attore italiano
- 1945 - Vincenzo Puccio, mafioso italiano († 1989)
- 1945 - Alain de Cadenet, pilota automobilistico e conduttore televisivo britannico († 2022)
- 1946 - Patrizia Arnaboldi, politica italiana († 2025)
- 1946 - Simone Carella, regista teatrale italiano († 2016)
- 1946 - Jerome Clark, ufologo e scrittore statunitense
- 1946 - Richard Codey, politico statunitense
- 1946 - Bent Schmidt Hansen, calciatore danese († 2013)
- 1946 - Antonio Martos, ex ciclista su strada spagnolo
- 1946 - Luciano Mecacci, psicologo italiano
- 1946 - Roland Minnerath, arcivescovo cattolico francese
- 1946 - Eduard Novák, hockeista su ghiaccio ceco († 2010)
- 1946 - Lauro Pomaro, ex calciatore italiano
- 1946 - John Worrall, filosofo inglese
- 1947 - Don Adams, cestista statunitense († 2013)
- 1947 - Ismail Omar Guelleh, politico gibutiano
- 1947 - Jan Jeuring, ex calciatore olandese
- 1947 - Jan Jönson, attore svedese
- 1947 - Tom McGinnis, golfista statunitense († 2023)
- 1947 - Johnny Petersen, allenatore di calcio e ex calciatore danese
- 1947 - Ruggero Volpi, militare italiano († 1977)
- 1948 - Caterina Emili, giornalista, scrittrice e editrice italiana († 2022)
- 1948 - Greg Gagne, ex wrestler statunitense
- 1948 - Isa Genzken, artista tedesca
- 1948 - Giuseppe Notarbartolo di Sciara, biologo italiano
- 1948 - Andrzej Seweryn, ex cestista polacco
- 1948 - Ugo Volli, semiologo e filosofo italiano
- 1949 - Piera Capitelli, politica italiana
- 1949 - Gerrit Graham, attore e compositore statunitense
- 1949 - Jim Price, ex cestista e allenatore di pallacanestro statunitense
- 1949 - Masanori Sekiya, ex pilota automobilistico giapponese
- 1949 - András Stark, ex sollevatore ungherese
- 1949 - Fabio Treves, cantante e armonicista italiano
- 1949 - Dennis Tueart, ex calciatore inglese
- 1950 - Philippe Delerm, scrittore francese
- 1950 - Wayne Eagling, ex ballerino e coreografo canadese
- 1950 - Attilio Santoro, politico italiano
- 1951 - Kathryn Bigelow, regista, sceneggiatrice e produttrice cinematografica statunitense
- 1951 - Dražen Dalipagić, cestista, allenatore di pallacanestro e dirigente sportivo jugoslavo († 2025)
- 1951 - Henry Dickerson, cestista e allenatore di pallacanestro statunitense († 2023)
- 1951 - Charles H. Eglee, regista e produttore televisivo statunitense
- 1951 - Vera Fischer, attrice brasiliana
- 1951 - Ivars Godmanis, politico lettone
- 1951 - Gunnar Graps, musicista estone († 2004)
- 1951 - Roberto Leal, cantante, musicista e showman portoghese († 2019)
- 1951 - Melinda Snodgrass, scrittrice e sceneggiatrice statunitense
- 1951 - Lorenzo Soria, giornalista e dirigente d'azienda italiano († 2020)
- 1952 - Neria De Giovanni, saggista, biografa e critica letteraria italiana
- 1952 - Bappi Lahiri, compositore, cantante e politico indiano († 2022)
- 1952 - Valerio Majo, allenatore di calcio e ex calciatore italiano
- 1952 - Umberto Marino, commediografo, regista e sceneggiatore italiano
- 1952 - Daryl Stuermer, chitarrista e bassista statunitense
- 1952 - Jenny Tamburi, attrice, personaggio televisivo e direttrice del casting italiana († 2006)
- 1952 - James Wetherbee, astronauta statunitense
- 1953 - Curtis Armstrong, attore statunitense
- 1953 - Mohammad Bakri, attore, regista e sceneggiatore palestinese
- 1953 - Steve Bannon, dirigente d'azienda statunitense
- 1953 - Mircea Băsescu, imprenditore rumeno
- 1953 - Jean-Blaise Evéquoz, ex schermidore svizzero
- 1953 - Edyta Geppert, cantante polacca
- 1953 - Franz Gerber, allenatore di calcio e ex calciatore tedesco
- 1953 - Boris Borisovič Grebenščikov, cantautore e chitarrista russo
- 1953 - Harshad Bhadeshia, docente indiano
- 1953 - Lyle Mays, pianista, tastierista e organista statunitense († 2020)
- 1953 - Lou Silver, ex cestista statunitense
- 1953 - Richard Stone, compositore statunitense († 2001)
- 1953 - Barry Strauss, storico statunitense
- 1954 - Cláudio Cerdeira, ex arbitro di calcio brasiliano
- 1954 - Pantaleo De Gennaro, dirigente sportivo, allenatore di calcio e ex calciatore italiano
- 1954 - Patricia McPherson, attrice, attivista e ballerina statunitense
- 1954 - Kimmy Robertson, attrice statunitense
- 1954 - Maria Antonietta Terzoli, scrittrice, filologa e italianista italiana
- 1955 - Jan Berger, ex calciatore cecoslovacco
- 1955 - Evelina Christillin, dirigente d'azienda, dirigente pubblica e dirigente sportiva italiana
- 1955 - George H. Cohen, imprenditore e filantropo canadese
- 1955 - Freddy Deeb, giocatore di poker libanese
- 1955 - A.J. Duhe, ex giocatore di football americano statunitense
- 1955 - Andrej Koželj, ex sciatore alpino jugoslavo
- 1955 - Andrés Montes, giornalista spagnolo († 2009)
- 1955 - Bill Nye, divulgatore scientifico, conduttore televisivo e ingegnere statunitense
- 1955 - Mike Spiteri, cantante maltese
- 1955 - Valerij Čechov, scacchista russo
- 1956 - DJ Red Alert, disc jockey statunitense
- 1956 - Curtis Dickey, ex giocatore di football americano statunitense
- 1956 - William Fichtner, attore statunitense
- 1956 - Dennis Francis, diplomatico trinidadiano
- 1956 - Thomas Hörster, allenatore di calcio e ex calciatore tedesco
- 1956 - Zoran Lukić, allenatore di calcio e ex calciatore svedese
- 1956 - Lionello Manfredonia, dirigente sportivo e ex calciatore italiano
- 1956 - Nazrin Shah di Perak, sovrano malese
- 1956 - Nando Paone, attore italiano
- 1956 - Massimo Scaglione, regista e sceneggiatore italiano
- 1956 - Mariana Simionescu, ex tennista rumena
- 1956 - José Villafuerte, ex calciatore ecuadoriano
- 1957 - Kenny Acheson, ex pilota automobilistico britannico
- 1957 - Ian Banbury, ex pistard e ciclista su strada britannico
- 1957 - Tullio Bertacco, ex ciclista su strada italiano
- 1957 - Tsunekazu Ishihara, manager giapponese
- 1957 - Caroline Kennedy, avvocato e diplomatica statunitense
- 1957 - Callie Khouri, sceneggiatrice e regista statunitense
- 1957 - Ernesto Nocco, velocista italiano
- 1957 - Sergej Prigoda, calciatore e allenatore di calcio sovietico († 2017)
- 1957 - Satoru Sayama, ex wrestler e ex artista marziale misto giapponese
- 1957 - Ronnie Valentine, ex cestista statunitense
- 1958 - David Cowling, allenatore di calcio e ex calciatore inglese
- 1958 - Paul Gosar, politico statunitense
- 1958 - Tetsuya Komuro, cantante, compositore e produttore discografico giapponese
- 1958 - Ágnes Lámala, ex cestista ungherese
- 1958 - Carlo Masci, politico italiano
- 1958 - Mike Scioscia, ex giocatore di baseball e allenatore di baseball statunitense
- 1958 - Peter Zelenský, ex calciatore cecoslovacco
- 1959 - Davide Barilli, scrittore e giornalista italiano
- 1959 - Charlie Burchill, chitarrista, polistrumentista e compositore britannico
- 1959 - Trey Lewis, ex tennista statunitense
- 1959 - Viktorija Mullova, violinista russa
- 1959 - Enzo Romeo, giornalista italiano
- 1960 - Judith Bunting, produttrice televisiva e politica britannica
- 1960 - Ugo Cappellacci, politico italiano
- 1960 - Patrizio, cantante e attore italiano († 1984)
- 1960 - Patrice Garande, allenatore di calcio e ex calciatore francese
- 1960 - Paulina García, attrice cilena
- 1960 - Eike Immel, ex calciatore tedesco
- 1960 - Vlado Janevski, cantante macedone
- 1960 - Emmanuel Katongole, presbitero e teologo ugandese
- 1960 - Mark Kostabi, pittore e compositore statunitense
- 1960 - Nigel Marven, zoologo, conduttore televisivo e produttore televisivo britannico
- 1960 - Leonard Mitchell, ex cestista statunitense
- 1960 - Ken O'Brien, ex giocatore di football americano statunitense
- 1960 - Akinobu Osako, ex judoka giapponese
- 1960 - Tim Pawlenty, politico statunitense
- 1960 - Michael Rispoli, attore statunitense
- 1960 - Maria Schneider, compositrice e musicista statunitense
- 1960 - Keith Trask, ex canottiere neozelandese
- 1960 - Julija Tymošenko, politica e imprenditrice ucraina
- 1960 - Gianni Vernetti, giornalista, scrittore e politico italiano
- 1961 - Luca Bergamo, politico italiano
- 1961 - Samantha Bond, attrice britannica
- 1961 - Paolo Borghi, ex altista italiano
- 1961 - Norbert Dickel, ex calciatore tedesco
- 1961 - Håkan Lindman, ex calciatore svedese
- 1961 - Tetsuya Kiyonari, goista giapponese
- 1961 - Steve Oedekerk, sceneggiatore, produttore cinematografico e attore statunitense
- 1961 - Laura del Sol, attrice spagnola
- 1962 - Conrad Anker, alpinista e scrittore statunitense
- 1962 - Charlie Benante, batterista statunitense
- 1962 - Mike Bordin, batterista statunitense
- 1962 - Luigi Contu, giornalista italiano
- 1962 - Euge Groove, sassofonista, compositore e musicista statunitense
- 1962 - Piotr Kiełpikowski, ex schermidore polacco
- 1962 - Tom Lawton, ex rugbista a 15 e allenatore di rugby a 15 australiano
- 1962 - Retno Marsudi, diplomatica e politica indonesiana
- 1962 - Antonio Pascotto, giornalista italiano
- 1962 - Jan Schur, ex ciclista su strada tedesco
- 1962 - Davey Boy Smith, wrestler inglese († 2002)
- 1962 - Manfred Steiner, ex saltatore con gli sci austriaco
- 1962 - Regina Street, ex cestista statunitense
- 1963 - Duília de Mello, astronoma e astrofisica brasiliana
- 1963 - Thomas Bo Larsen, attore danese
- 1963 - Giuseppe Lupo, scrittore e saggista italiano
- 1963 - Angelo Maresca, attore e regista italiano
- 1963 - Vladimir Maškov, attore russo
- 1963 - Miguel Molina, attore spagnolo
- 1963 - Claudia Momoni, medaglista italiana
- 1963 - Roland Nilsson, allenatore di calcio e ex calciatore svedese
- 1963 - David Prichard, chitarrista statunitense († 1990)
- 1963 - Vili Resnik, cantante sloveno
- 1963 - Fisher Stevens, attore e regista statunitense
- 1963 - Linda Yaccarino, dirigente d'azienda statunitense
- 1964 - Mario Di Desidero, scrittore e sceneggiatore italiano
- 1964 - Daniel Ducruet, personaggio televisivo e cantante francese
- 1964 - Ronit Elkabetz, attrice, regista e sceneggiatrice israeliana († 2016)
- 1964 - Robin Givens, attrice statunitense
- 1964 - Roberto Mancini, allenatore di calcio e ex calciatore italiano
- 1964 - Rubén Martínez, ex calciatore cileno
- 1964 - Manni Schmidt, chitarrista tedesco
- 1964 - Adam Shankman, regista, ballerino e coreografo statunitense
- 1964 - Antonio Tarantino, chitarrista italiano
- 1964 - Steve Wallace, ex giocatore di football americano statunitense
- 1965 - Paolo Canedi, ex bobbista italiano
- 1965 - Rachida Dati, politica francese
- 1965 - Kathleen Heddle, canottiera canadese († 2021)
- 1965 - Anvar Ibragimov, schermidore sovietico († 2023)
- 1965 - Al'bert Kuvezin, cantante e chitarrista russo
- 1965 - Sammie Moreels, ex ciclista su strada belga
- 1965 - Raffaella Reggi, ex tennista, allenatrice di tennis e telecronista sportiva italiana
- 1965 - Scott Sellars, allenatore di calcio e ex calciatore inglese
- 1965 - Geir Sperre, ex calciatore norvegese
- 1965 - Jacky Terrasson, pianista francese
- 1966 - Dean Garrett, ex cestista e allenatore di pallacanestro statunitense
- 1966 - Vladimir Gudelj, dirigente sportivo e ex calciatore bosniaco
- 1966 - Edward Hall, regista teatrale e direttore artistico britannico
- 1966 - Thomas Hoßmang, allenatore di calcio e ex calciatore tedesco
- 1966 - Adam Levy, chitarrista statunitense
- 1966 - Mark Spoon, disc jockey tedesco († 2006)
- 1966 - Andy Merrill, sceneggiatore e doppiatore statunitense
- 1966 - Goran Stevanović, allenatore di calcio e ex calciatore serbo
- 1966 - Saro Tribastone, compositore e chitarrista italiano
- 1967 - João Cunha e Silva, ex tennista portoghese
- 1967 - Shane Embury, bassista inglese
- 1967 - Giorgio Ferretti, arcivescovo cattolico italiano
- 1967 - Laura Golarsa, telecronista sportiva, allenatrice di tennis e ex tennista italiana
- 1967 - Predrag Krunić, allenatore di pallacanestro bosniaco
- 1967 - Na Ying, cantante cinese
- 1967 - Michael Reale, attore italiano
- 1967 - Roberto Saetti, ex rugbista a 15 e chirurgo italiano
- 1967 - Richard West, tastierista, compositore e produttore discografico britannico
- 1967 - Virgílio do Carmo da Silva, cardinale e arcivescovo cattolico est-timorese
- 1968 - Marco Bachi, bassista e contrabbassista italiano
- 1968 - Alejandro Chomski, regista e sceneggiatore argentino († 2022)
- 1968 - Mohsen Garosi, ex calciatore e ex giocatore di calcio a 5 iraniano
- 1968 - Giōrgos Karaivaz, giornalista greco († 2021)
- 1968 - Emmanuel Maboang, ex calciatore camerunese
- 1968 - Manheim, batterista norvegese
- 1968 - Veronika Neugebauer, doppiatrice, conduttrice radiofonica e attrice tedesca († 2009)
- 1968 - Pia-Maria Päiviö, ex cestista finlandese
- 1968 - Sara Ricci, attrice italiana
- 1968 - Michael Vartan, attore francese
- 1969 - Simone Bezzini, politico italiano
- 1969 - Patrick Chila, tennistavolista francese
- 1969 - El Chombo, musicista e produttore discografico panamense
- 1969 - Gabriel Fulcher, ex rugbista a 15 e allenatore di rugby a 15 irlandese
- 1969 - Hermán Gaviria, calciatore colombiano († 2002)
- 1969 - Damian Hinds, politico britannico
- 1969 - Myles Kennedy, cantautore e chitarrista statunitense
- 1969 - Andrea Manciulli, politico italiano
- 1969 - Elizabeth Marvel, attrice statunitense
- 1969 - Natalia Millán, attrice, ballerina e cantante spagnola
- 1969 - Chin Han, attore statunitense
- 1969 - Ike Quartey, ex pugile ghanese
- 1969 - Xavier Roura Cuadros, allenatore di calcio e ex calciatore spagnolo
- 1969 - Doug Sharp, ex bobbista statunitense
- 1969 - Fabio Tricarico, ex calciatore italiano
- 1969 - Steffen Wiesinger, ex schermidore tedesco
- 1969 - Bader bin Sa'ud bin Mohammed Al Sa'ud, principe, poliziotto e giornalista saudita
- 1970 - Patrick Bates, ex giocatore di football americano statunitense
- 1970 - Henri Deneubourg, produttore cinematografico francese
- 1970 - Han Kang, scrittrice sudcoreana
- 1970 - Jóhannis Joensen, ex calciatore faroese
- 1970 - Todd Kelly, ex giocatore di football americano statunitense
- 1970 - Brooke Langton, attrice statunitense
- 1970 - Kelly Loeffler, politica statunitense
- 1970 - Sabine Quindou, giornalista, regista e conduttrice televisiva francese
- 1970 - Humberto Ramos, fumettista messicano
- 1970 - Jaime Riveros, ex calciatore cileno
- 1971 - Kirk Acevedo, attore statunitense
- 1971 - Ralf Ackermann, ex calciatore liechtensteinese
- 1971 - Larry Allen, giocatore di football americano statunitense († 2024)
- 1971 - Brad Booker, animatore, effettista e produttore cinematografico statunitense
- 1971 - Troy Corser, pilota motociclistico australiano
- 1971 - Al'bert Demčenko, ex slittinista russo
- 1971 - Donaldo González, ex calciatore panamense
- 1971 - Nicolas Laspalles, ex calciatore francese
- 1971 - Gino Paolini, ex ciclista su strada italiano
- 1971 - Randal Reeder, attore statunitense
- 1971 - Iván Rodríguez, ex giocatore di baseball portoricano
- 1971 - Samantha Smith, ex tennista britannica
- 1971 - Dmitrij Svatkovskij, ex pentatleta russo
- 1971 - Francesco Malcom, attore pornografico italiano
- 1971 - Nick Van Exel, ex cestista e allenatore di pallacanestro statunitense
- 1972 - Àlex Brendemühl, attore spagnolo
- 1972 - Farah Palmer, docente, dirigente sportiva e rugbista a 15 neozelandese
- 1972 - Maya Pedersen, skeletonista svizzera
- 1972 - Yōichi Ui, pilota motociclistico giapponese
- 1973 - Tadanobu Asano, attore giapponese
- 1973 - Sharlto Copley, attore sudafricano
- 1973 - Patrizia Finucci Gallo, scrittrice e giornalista italiana
- 1973 - Samantha Harris, conduttrice televisiva statunitense
- 1973 - Murat Jumakeyev, ex calciatore kirghiso
- 1973 - Evan Karagias, wrestler statunitense
- 1973 - Lutricia McNeal, cantante statunitense
- 1973 - Gina Miles, cavallerizza statunitense
- 1973 - Janne Oinas, ex calciatore finlandese
- 1973 - Jon Runyan, politico e giocatore di football americano statunitense
- 1973 - Twista, rapper statunitense
- 1973 - Guido Winkmann, arbitro di calcio tedesco
- 1973 - Vladimir Zelenko, medico ucraino († 2022)
- 1974 - Caterina Bonvicini, scrittrice italiana
- 1974 - Sacha Gros, ex sciatore alpino statunitense
- 1974 - Wendy Houvenaghel, ex ciclista su strada e ex pistard britannica
- 1974 - King ov Hell, bassista norvegese
- 1974 - Suchitra Krishnamoorthi, attrice indiana
- 1974 - Jennifer O'Dell, attrice statunitense
- 1974 - Parov Stelar, disc jockey e musicista austriaco
- 1974 - Tamás Szamosi, ex calciatore ungherese
- 1975 - Jean-Christophe Angelini, politico francese
- 1975 - Andrian Candu, politico moldavo
- 1975 - Piero Castrataro, politico italiano
- 1975 - Nicola Formichella, politico e giornalista italiano
- 1975 - Martín Gramática, ex giocatore di football americano argentino
- 1975 - Nadine Malcolm, ex cestista giamaicana
- 1975 - Javier Muñoz, attore e cantante statunitense
- 1975 - Edita Pučinskaitė, ex ciclista su strada lituana
- 1975 - Bad Azz, rapper statunitense († 2019)
- 1976 - Giovanni Cocco, scrittore italiano
- 1976 - Evelyn Fauth, ex tennista austriaca
- 1976 - Alessandro Monticciolo, allenatore di calcio e ex calciatore italiano
- 1976 - Jaleel White, attore statunitense
- 1976 - Xiao Zhanbo, ex calciatore cinese
- 1977 - Adam Archuleta, ex giocatore di football americano statunitense
- 1977 - Atilla Birlik, ex calciatore turco
- 1977 - Ivar Bjørnson, polistrumentista e compositore norvegese
- 1977 - Cal Bouchard, ex cestista canadese
- 1977 - Oksana Chvostenko, ex biatleta ucraina
- 1977 - Fábio Costa, ex calciatore brasiliano
- 1977 - Vladan Cvetanović, allenatore di calcio a 5 e ex giocatore di calcio a 5 serbo
- 1977 - Tobias Grünenfelder, ex sciatore alpino svizzero
- 1977 - Morten Knutsen, allenatore di calcio e calciatore norvegese
- 1977 - Tomáš Michálek, calciatore ceco
- 1977 - Michaela Pavlíčková, ex cestista ceca
- 1977 - Evgenij Popov, ex bobbista russo
- 1977 - Michael Xavier, attore e cantante britannico
- 1978 - David Ben Dayan, ex calciatore israeliano
- 1978 - Marcello Coppo, politico italiano
- 1978 - Gel, rapper, writer e cantautore italiano
- 1978 - Manu Fullola, attore spagnolo
- 1978 - José Iván Gutiérrez, dirigente sportivo e ex ciclista su strada spagnolo
- 1978 - Blue Hamilton, musicista e produttore discografico statunitense
- 1978 - Joshua Harris, attore statunitense
- 1978 - Evgenija Isakova, ex ostacolista russa
- 1978 - Jeton Kelmendi, scrittore albanese
- 1978 - Shy Love, attrice pornografica statunitense
- 1978 - MC HotDog, cantante e rapper taiwanese
- 1978 - Daniele Pollini, pianista, compositore e direttore d'orchestra italiano
- 1978 - Bogdan Popescu, ex cestista rumeno
- 1978 - Oksana Pys'mennyk, ex cestista ucraina
- 1978 - Jimmy Rollins, ex giocatore di baseball statunitense
- 1978 - Radek Štěpánek, allenatore di tennis e ex tennista ceco
- 1978 - Unax Ugalde, attore spagnolo
- 1978 - Tomáš Čížek, ex calciatore ceco
- 1979 - Ricky Carmichael, pilota motociclistico statunitense
- 1979 - Maria Chiara Franchini, ex cestista italiana
- 1979 - Sebastián Garrocq, pallavolista argentino
- 1979 - Hilary Hahn, violinista statunitense
- 1979 - Brendan Haywood, ex cestista statunitense
- 1979 - Eero Heinonen, bassista e cantante finlandese
- 1979 - Deniss Kačanovs, ex calciatore lettone
- 1979 - Radoslav Kováč, ex calciatore ceco
- 1979 - Diego Mularoni, ex nuotatore sammarinese
- 1979 - Boban Savović, ex cestista, allenatore di pallacanestro e dirigente sportivo montenegrino
- 1979 - The Streets, rapper britannico
- 1979 - Teemu Tainio, allenatore di calcio e ex calciatore finlandese
- 1979 - Aleksandar Vasoski, allenatore di calcio e ex calciatore macedone
- 1980 - Francesco Chicchi, ex ciclista su strada e pistard italiano
- 1980 - Nina Fehr Düsel, giurista e politica svizzera
- 1980 - Loes Gunnewijk, ex ciclista su strada e ciclocrossista olandese
- 1980 - Andy Lee, giocatore di snooker inglese
- 1980 - Vladimir Nail'evič Malachov, scacchista russo
- 1980 - Marius Nica, politico rumeno
- 1980 - Evi Sachenbacher-Stehle, ex fondista e ex biatleta tedesca
- 1981 - Bruno Alves, dirigente sportivo e ex calciatore portoghese
- 1981 - Sibille Attar, cantante svedese
- 1981 - AniMe, disc jockey e produttrice discografica italiana
- 1981 - Olof Dreijer, disc jockey e produttore discografico svedese
- 1981 - Theo Eltink, ex ciclista su strada e ciclocrossista olandese
- 1981 - Sarah Groff, triatleta statunitense
- 1981 - Branko Jorović, ex cestista e allenatore di pallacanestro serbo
- 1981 - Denis Leamy, ex rugbista a 15, allenatore di rugby a 15 e giornalista irlandese
- 1981 - Ivan Ninčević, ex pallamanista croato
- 1981 - Matthew Taylor, ex calciatore inglese
- 1982 - Ol'ga Artešina, ex cestista russa
- 1982 - David Bellion, ex calciatore francese
- 1982 - Chi Shu-ju, ex taekwondoka taiwanese
- 1982 - Aleksandr Keržakov, allenatore di calcio, dirigente sportivo e ex calciatore russo
- 1982 - Christian Presciutti, allenatore di pallanuoto e ex pallanuotista italiano
- 1982 - Tommy Robinson, politico e criminale britannico
- 1982 - Tatsuya Tanaka, ex calciatore giapponese
- 1983 - Salvatore Gambino, allenatore di calcio e ex calciatore tedesco
- 1983 - Professor Green, rapper britannico
- 1983 - Yan Paing, calciatore birmano
- 1983 - Miloš Pavlović, ex calciatore serbo
- 1983 - Víctor Hugo Sarabia, ex calciatore cileno
- 1983 - Arjay Smith, attore statunitense
- 1983 - Donta Smith, cestista statunitense
- 1983 - Soumaila Tassembedo, ex calciatore burkinabé
- 1984 - Matteo D'Alberto, sciatore nautico italiano
- 1984 - Heather Ann Davis, attrice e modella statunitense
- 1984 - Florian Eisath, ex sciatore alpino italiano
- 1984 - Jana Gereková, ex biatleta slovacca
- 1984 - György Grozer, pallavolista ungherese
- 1984 - Chris Holm, ex cestista e allenatore di pallacanestro statunitense
- 1984 - Daniel Kipchirchir Komen, ex mezzofondista e maratoneta keniota
- 1984 - Sanna Nielsen, cantante svedese
- 1984 - Domata Peko, ex giocatore di football americano statunitense
- 1984 - Massimo Roccoli, pilota motociclistico italiano
- 1984 - Lindsey Van, ex saltatrice con gli sci statunitense
- 1984 - Benny the Butcher, rapper statunitense
- 1985 - Federica Bagnera, insegnante e ex ballerina italiana
- 1985 - Philip Blake, giocatore di football americano canadese
- 1985 - Damien Chouly, rugbista a 15 francese
- 1985 - Lara Dickenmann, ex calciatrice svizzera
- 1985 - Kenny Ray, cantante, compositore e produttore discografico brasiliano
- 1985 - Park Soo-jin, attrice e cantante sudcoreana
- 1985 - Alison Pill, attrice canadese
- 1985 - Joe Porter, giocatore di football americano statunitense
- 1985 - Dominik Stroh-Engel, ex calciatore tedesco
- 1986 - Laura Brown, ex pistard e ciclista su strada canadese
- 1986 - Enrique Carreño, ex calciatore spagnolo
- 1986 - Ferdinando Cito Filomarino, regista e sceneggiatore italiano
- 1986 - Mik Cosentino, ex nuotatore italiano
- 1986 - Dmitrij Gavrilov, cestista kazako
- 1986 - Gabriel Hauche, calciatore argentino
- 1986 - Martin Jirouš, calciatore ceco
- 1986 - Pedro León, calciatore spagnolo
- 1986 - James Parsons, rugbista a 15 neozelandese
- 1986 - David Poljanec, calciatore sloveno
- 1986 - Rianne ten Haken, supermodella olandese
- 1987 - Anastasija Barannikova, ex saltatrice con gli sci russa
- 1987 - Cédric Charlier, hockeista su prato belga
- 1987 - Luigi Datome, ex cestista italiano
- 1987 - Chris Eaton, ex tennista britannico
- 1987 - Clare Egan, biatleta statunitense
- 1987 - Santiago Giraldo, ex tennista colombiano
- 1987 - Ben Hutchinson, ex calciatore inglese
- 1987 - Lashana Lynch, attrice britannica
- 1987 - Carolina Mendes, calciatrice portoghese
- 1987 - Jérôme Mombris, calciatore malgascio
- 1987 - Mattias Sjögren, hockeista su ghiaccio svedese
- 1987 - Lia Valerio, ex cestista e allenatrice di pallacanestro italiana
- 1987 - María del Rosario Espinoza, taekwondoka messicana
- 1988 - Leandro Benegas, calciatore argentino
- 1988 - Jamar Diggs, cestista statunitense
- 1988 - Andrej Gălăbinov, calciatore bulgaro
- 1988 - Semoy Hackett, velocista trinidadiana
- 1988 - Noémie Merlant, attrice, regista e ex modella francese
- 1988 - Johan Venegas, calciatore costaricano
- 1988 - Sheranut Yusanonda, cantante e attrice thailandese
- 1988 - Max Jason Mai, cantante slovacco
- 1989 - Ana Cleger, pallavolista cubana
- 1989 - Misha Cross, attrice pornografica polacca
- 1989 - Dwayne Davis, cestista statunitense
- 1989 - Moreno, rapper italiano
- 1989 - Michael Floyd, giocatore di football americano statunitense
- 1989 - Stefan Lex, allenatore di calcio e ex calciatore tedesco
- 1989 - Nam Bo-ra, attrice sudcoreana
- 1989 - Sercan Sararer, calciatore turco
- 1989 - Freddie Sears, calciatore inglese
- 1989 - Andrej Sobolev, snowboarder russo
- 1989 - Robert Steeples, giocatore di football americano statunitense
- 1989 - Amir Waithe, calciatore panamense
- 1990 - Amaro Antunes, ex ciclista su strada portoghese
- 1990 - Kyle Casey, ex cestista statunitense
- 1990 - Josh Dubovie, cantante britannico
- 1990 - Eleonora Farina, mountain biker italiana
- 1990 - Patrik Hidi, calciatore ungherese
- 1990 - Lamarcus Joyner, giocatore di football americano statunitense
- 1990 - Garry Mendes Rodrigues, calciatore capoverdiano
- 1990 - Franco Mostert, rugbista a 15 sudafricano
- 1990 - Blackbear, cantante, compositore e produttore discografico statunitense
- 1990 - Kevin Pamphile, giocatore di football americano statunitense
- 1990 - Brunild Pepa, calciatore albanese
- 1990 - Mike Phillips, cestista statunitense
- 1990 - Álvaro Morais Filho, giocatore di beach volley brasiliano
- 1991 - Andrea De Vito, calciatore italiano
- 1991 - Crystal Emmanuel, velocista canadese
- 1991 - Sebastian Gauthier, giocatore di football americano statunitense
- 1991 - Jonatan Giráldez, allenatore di calcio spagnolo
- 1991 - Alex Mellemgaard, calciatore faroese
- 1991 - Edo Murić, cestista sloveno
- 1991 - Natalia Pakulska, calciatrice polacca
- 1991 - JayVaughn Pinkston, ex cestista statunitense
- 1991 - Austin Reiter, giocatore di football americano statunitense
- 1991 - Alexia Runggaldier, ex biatleta italiana
- 1991 - Martín Sanchez Olsen, giocatore di calcio a 5 e calciatore norvegese
- 1991 - Robbie Stewart, pilota motociclistico britannico
- 1991 - Diego Vela, calciatore spagnolo
- 1991 - Fernando Zuqui, calciatore argentino
- 1991 - Osman Çelik, calciatore turco
- 1992 - Martino Abela, pallanuotista italiano
- 1992 - Ala, cantante polacca
- 1992 - Pablo Brägger, ginnasta svizzero
- 1992 - Yidiel Contreras, ostacolista spagnolo
- 1992 - Jenny Dossi, calciatrice italiana
- 1992 - Freddie Kini, calciatore salomonese
- 1992 - Alex Neuberger, attore statunitense
- 1992 - Park Chan-yeol, cantante, cantautore e attore sudcoreano
- 1992 - Christopher Paul, ex giocatore di badminton mauriziano
- 1992 - Daniel Petrovic, calciatore austriaco
- 1992 - Anja Savcic, attrice bosniaca
- 1992 - Philip Scrubb, cestista canadese
- 1992 - Tola Szlagowska, cantante, compositrice e attrice polacca
- 1992 - Tuli, giocatore di calcio a 5 marocchino
- 1992 - Jaylen Watkins, giocatore di football americano statunitense
- 1993 - Toa Halafihi, rugbista a 15 italiano
- 1993 - Maor Kandil, calciatore israeliano
- 1993 - Ivan Marinković, cestista serbo
- 1993 - Gonzalo Najar, ciclista su strada argentino
- 1993 - Arne Naudts, calciatore belga
- 1993 - Antonio Panfili, pattinatore artistico su ghiaccio italiano
- 1993 - Aubrey Peeples, attrice e regista statunitense
- 1993 - Feras Shelbaieh, calciatore giordano
- 1993 - Tutizama Tanito, calciatore salomonese
- 1993 - Leon Tolksdorf, ex cestista tedesco
- 1993 - Benjamin Verbič, calciatore sloveno
- 1993 - Um Vichet, calciatore cambogiano
- 1994 - José Balleza Isaias, tuffatore messicano
- 1994 - Fernando Gorriarán, calciatore uruguaiano
- 1994 - Stefan Haudum, calciatore austriaco
- 1994 - Kristina Il'inych, tuffatrice russa
- 1994 - Mouhammadou Jaiteh, cestista francese
- 1994 - Draško Jovanov, taekwondoka serbo
- 1994 - Julia Medina, cantante spagnola
- 1994 - Philip Oslev, calciatore burundese
- 1994 - Andreea Părăluță, calciatrice rumena
- 1994 - Tyler Roberson, cestista statunitense
- 1995 - Mohamed Bouldini, calciatore marocchino
- 1995 - A.J. Cole, giocatore di football americano statunitense
- 1995 - Nick Gates, giocatore di football americano statunitense
- 1995 - Justin Herron, giocatore di football americano statunitense
- 1995 - Ricardo Hoyos, attore canadese
- 1995 - Roman Jaremčuk, calciatore ucraino
- 1995 - Noël van Klaveren, ginnasta olandese
- 1995 - Antreas Makrīs, calciatore cipriota
- 1995 - Mohammad Manavinezhad, pallavolista iraniano
- 1995 - Thiago Moura, altista brasiliano
- 1995 - Moses Letoyie, ex mezzofondista keniota
- 1995 - Dmytro Nahijev, calciatore ucraino
- 1995 - Yves Pambou, calciatore francese
- 1995 - Dušan Ristić, cestista serbo
- 1995 - Stheven Robles, calciatore guatemalteco
- 1995 - Alain Sargeant, ex calciatore nevisiano
- 1995 - Ibrahim Sissoko, calciatore maliano
- 1995 - Jamila Velazquez, attrice, cantante e ballerina statunitense
- 1996 - Fernando Arce Jr., calciatore statunitense
- 1996 - Marie-Ève Gahié, judoka francese
- 1996 - Ajaz Guliev, calciatore russo
- 1996 - Caleb Homesley, cestista statunitense
- 1996 - Pavel Kudrjašov, calciatore russo
- 1996 - Darnell Minton, ex giocatore di football americano tedesco
- 1996 - Amara Okereke, attrice teatrale britannica
- 1996 - Chinglensana Singh, calciatore indiano
- 1996 - Vlasiy Sinyavskiy, calciatore estone
- 1996 - Kevin Speer, ex calciatore britannico
- 1996 - Abbey Willcox, sciatrice freestyle australiana
- 1996 - Mike Williams, disc jockey e produttore discografico olandese
- 1996 - Bruno Xavier, calciatore brasiliano
- 1997 - Amine Bassi, calciatore francese
- 1997 - Eden Blecher, nuotatrice artistica israeliana
- 1997 - Leto, rapper francese
- 1997 - Benito Jones, giocatore di football americano statunitense
- 1997 - Andrea Manzi, nuotatore italiano
- 1997 - Agustín Maziero, calciatore argentino
- 1997 - Harold Moukoudi, calciatore francese
- 1998 - Moussa Camara, calciatore guineano
- 1998 - Tonislav Jordanov, calciatore bulgaro
- 1998 - Cristian Nápoles, triplista cubano
- 1998 - Martín Ojeda, calciatore argentino
- 1998 - Andrea Rubio, modella venezuelana
- 1998 - Ryan Sailor, calciatore statunitense
- 1998 - Brock Wright, giocatore di football americano statunitense
- 1999 - Achraf Douiri, calciatore olandese
- 1999 - Santiago Herrera, calciatore venezuelano
- 1999 - Noah Igbinoghene, giocatore di football americano statunitense
- 1999 - Evans Kiptum, mezzofondista keniano
- 1999 - Srđan Kočić, cestista bosniaco
- 1999 - Mario Macchiati, ginnasta italiano
- 1999 - Emma Muscat, cantautrice, pianista e modella maltese
- 1999 - Alex Peroni, pilota automobilistico australiano
- 1999 - Constantin Schmid, saltatore con gli sci tedesco
- 1999 - Oscar Tshiebwe, cestista della Repubblica Democratica del Congo
- 1999 - Cristopher Varela, calciatore venezuelano
- 2000 - Samú Costa, calciatore portoghese
- 2000 - Toby Gualter, mezzofondista e fondista di corsa in montagna neozelandese
- 2000 - Ogechika Heil, calciatore tedesco
- 2000 - Diana Ana Maria Ion, triplista rumena
- 2000 - Jan Jurčec, calciatore croato
- 2000 - Enzo Loiodice, calciatore francese
- 2000 - Tomás Händel, calciatore portoghese
- 2000 - Facundo Silvestre, calciatore uruguaiano

## XXI secolo(22)
- 2001 - Dominik Baumgartner, giocatore di football americano svizzero
- 2001 - Ethan Bristow, calciatore nevisiano
- 2001 - Zoe Colletti, attrice statunitense
- 2001 - Lauren Cox, nuotatrice britannica
- 2001 - Jasper Dahlhaus, calciatore olandese
- 2001 - Morgan Davies, attore australiano
- 2001 - Richard King, calciatore giamaicano
- 2001 - Erik López, calciatore paraguaiano
- 2001 - Akash Mishra, calciatore indiano
- 2001 - Aimar Oroz, calciatore spagnolo
- 2001 - Kevin Schade, calciatore tedesco
- 2001 - Solomija Vynnyk, lottatrice ucraina
- 2002 - Luka Berulava, pattinatore artistico su ghiaccio russo
- 2002 - Harrison Ingram, cestista statunitense
- 2002 - Younes Taha, calciatore marocchino
- 2003 - Natalie Corless, ex slittinista canadese
- 2003 - Isaac Del Toro, ciclista su strada e ciclocrossista messicano
- 2003 - Jahor Karpicki, calciatore bielorusso
- 2004 - Justin Diehl, calciatore tedesco
- 2004 - Jet Jurgensmeyer, attore e doppiatore statunitense
- 2004 - Jiří Konvalinka, combinatista nordico ceco
- 2004 - Marina Stakusic, tennista canadese

## Senza anno specificato(1)
- Antinoo, greco antico